# Minierer

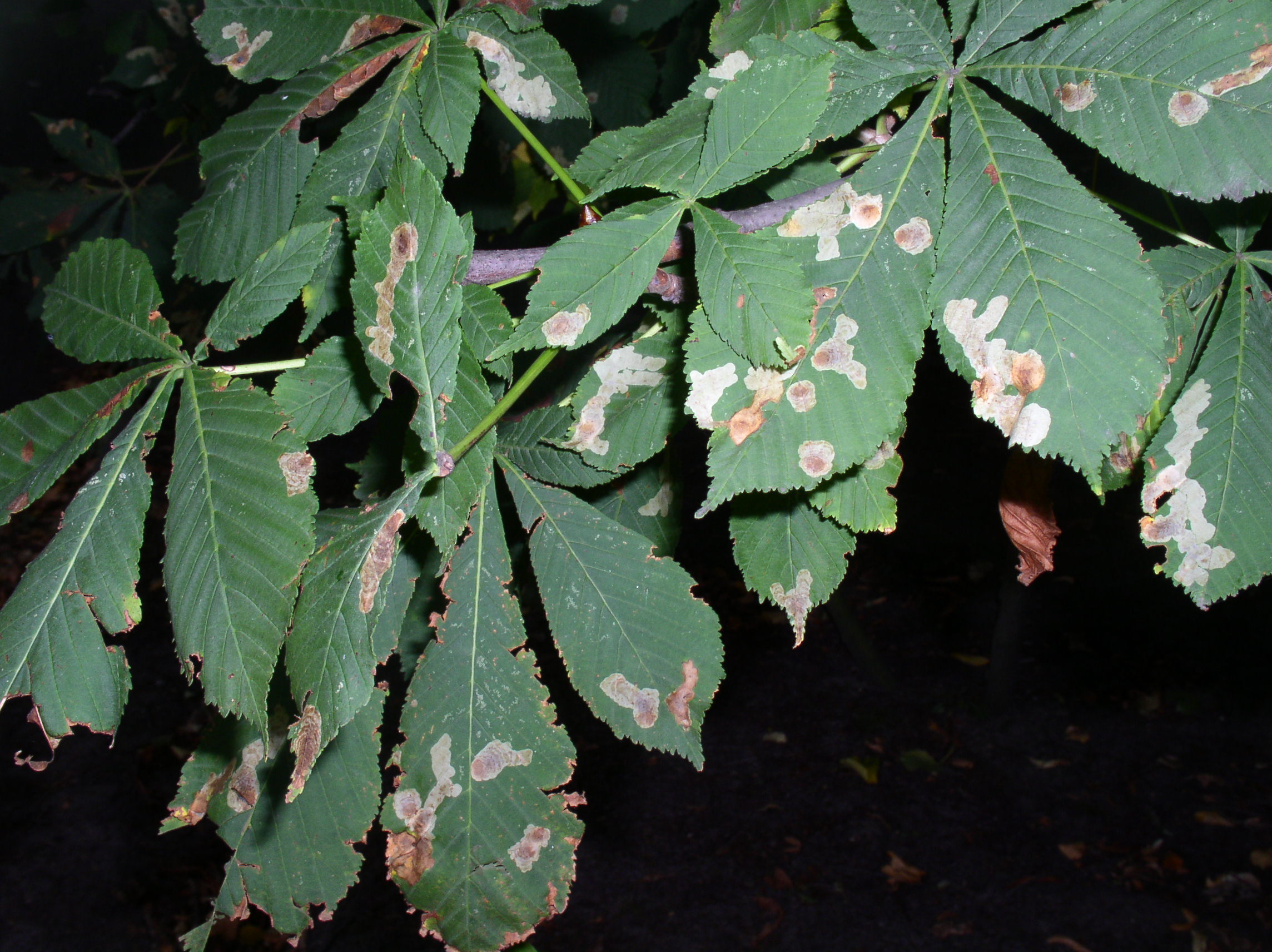
Miniergänge auf Rosskastanienblättern

Minierer sind Insektenlarven, meist von bestimmten Schmetterlingen und Käfern, aber auch von Minierfliegen, die Blätter oder auch Nadeln zwischen ihren Ober- und Unterhäuten (Cuticula) auffressen. Dabei entstehen typisch geformte Fraßgänge (Minen). Das Blatt oder die Nadel stirbt um die Gänge herum ab und wird braun. Bei starkem Befall vertrocknen sie vollständig und fallen zu Boden.
In manchen Gebieten, wo bestimmte Minierer mangels Feinden sehr stark auftreten, können besonders bei Laubbäumen ganze Baumbestände ihr Laubwerk verlieren. Zum Beispiel kann die Rosskastanienminiermotte (Cameraria ohridella) Parks und Alleen im Sommer mit einer herbstlichen Stimmung versehen.

## Arten (Beispiele)

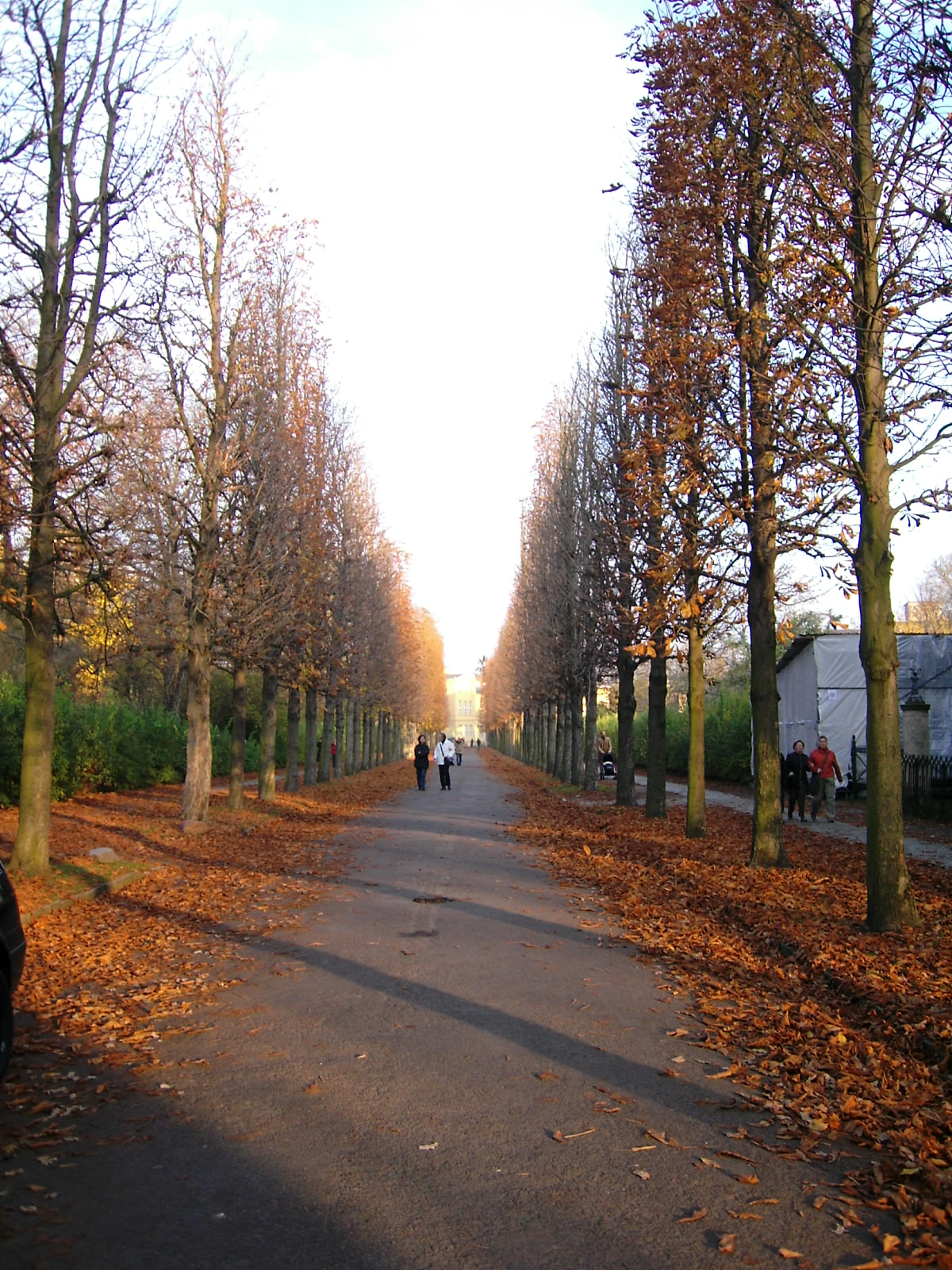
Von Miniermotten kahlgefressene Allee

### Schmetterlinge
- Familie der Miniermotten (Gracillariidae)
- Familie der Zwergminiermotten (Nepticulidae)
- Arten der Familie der Gespinst- und Knospenmotten (Yponomeutidae)
- Familie der Federgeistchen

### Käfer
- Arten der Familie der Prachtkäfer (Buprestidae)

### Zweiflügler
- Minierfliegen (Agromyzidae)

## Sammlungen

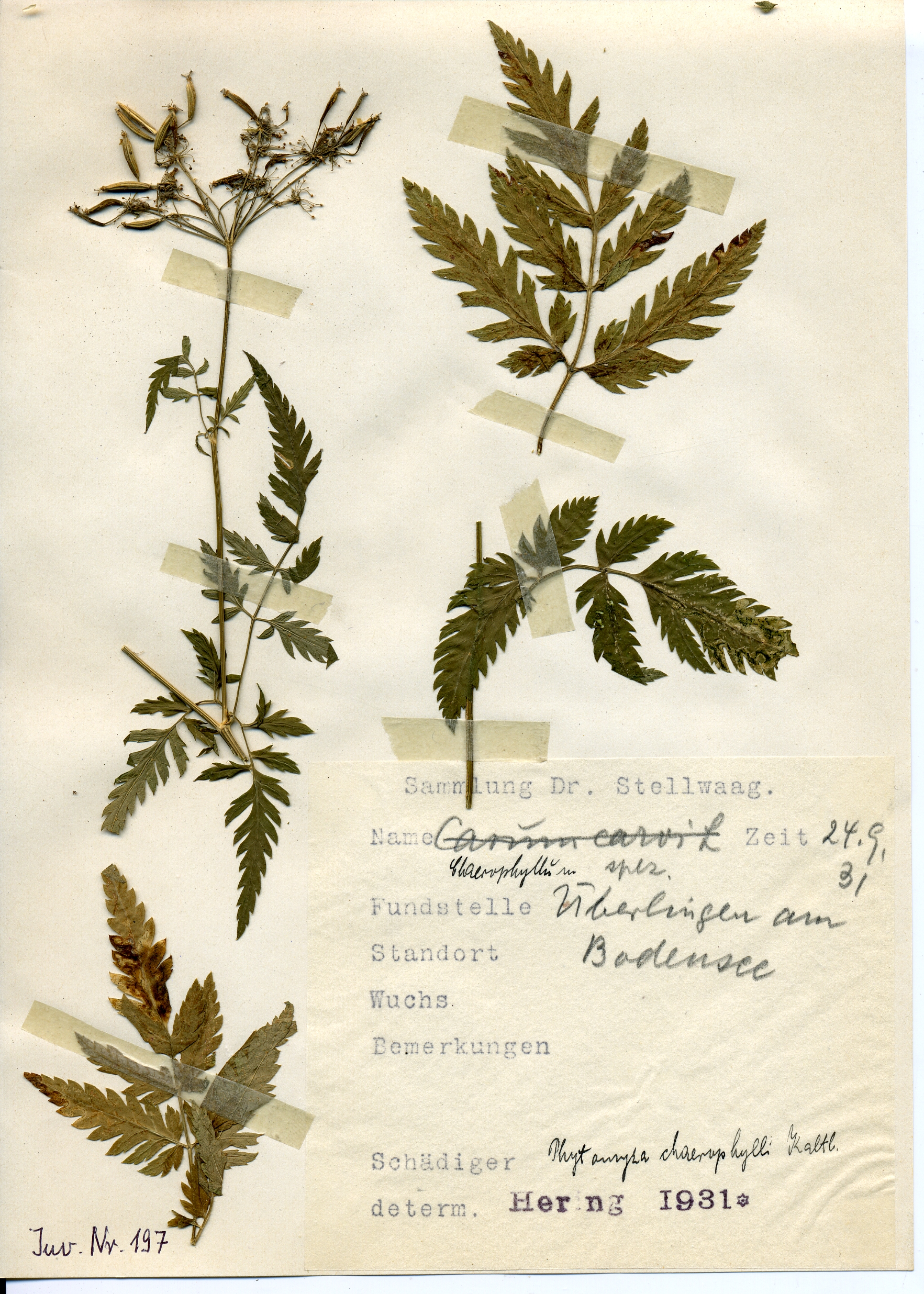
Schadbild einer Minierfliege an einem Kälberkropf in der Sammlung Stellwaag

Neben zahlreichen Phytopathologischen Instituten an Universitäten und Hochschulen finden sich die meisten Sammlungen an den Naturkundemuseen. Beispielsweise befinden sich im Museum Wiesbaden die Blattminen-Sammlungen von Erich Martin Hering und Friedrich Ludwig Stellwaag, die digitalisiert vorliegen.